# Överijo kyrka
Överijo kyrka (finska: Yli-Iin kirkko) är en luthersk kyrkobyggnad i Överijo, beläget i det finländska landskapet Norra Österbotten. Kyrkan färdigställdes år 1932 och fungerade som huvudkyrka för Överijo församling. Församlingen grundades år 1917 och är numera en del av Kiminge församling.

## Historia och arkitektur
Överijo tillhörde ursprungligen den medeltida Ijo församling. Den första egna kyrkan i Överijo var en stuga som hyrdes från en närliggande bondgård i Niemelä. Kyrkan användes i stugan mellan åren 1923 och 1932. Stugan finns inte längre kvar, men ett minnesmärke har rests på platsen.
Den nuvarande Överijo kyrka ritades av arkitekt Yrjö Sadeniemi. Kyrkan har stora likheter med Pelkosenniemi kyrka i Lappland och Suojärvi kyrka i Karelen. Överijo kyrka är byggd i nyklassisk stil och har ett klocktorn. Mellan åren 1999 och 2002 genomgick kyrkan en omfattande renovering.
Altartavlan, som föreställer Kristi korsfästelse, är målad av konstnären Augusti Koivisto. Tavlan utgör mittdelen i en triptyk, där glasmålningar i altarfönstren bildar de två sidopartierna. Glasmålningarna, skapade av konstnären Veijo Muroke, bär titlarna Löftet (finska: Lupaus) och Längtan (finska: Kaipaus). Kyrkans orgel, med 12 stämmor, är placerad i koret och byggdes av Orgelfabriken Tuomi i Sotkamo år 1984.
I närheten av kyrkan ligger Överijo hjältegravar, med ett minnesmärke över de 109 stupade från Överijo. Kyrkbyns begravningsplats och församlingshuset ligger också i anslutning till kyrkan. Ytterligare begravningsplatser finns i Jakkukylä och Tannila.